# Anissó
Anissó is een plaats (freguesia) in de Portugese gemeente Vieira do Minho en telt 263 inwoners (2001).